# Aida Dyrrah
Aida Dyrrah, född 1 januari 1974, (som gift Ndoci-Dyrrah) är en artist från Albanien som representerade sitt hemland i Eurovision Song Contest 2007 i Helsingfors efter att ha vunnit Festivali i Këngës 45 tillsammans med sin dåvarande man Frederik Ndoci med låten "Balada e gurit". Låten skrevs därefter om till engelska och framfördes som "Hear my Plea" i Helsingfors. De tog sig inte vidare till finalen. Aida skilde sig senare från Frederik och bytte efternamn till Dyrrah.

### Fotnoter
1. ↑  Aida Dyrrah: Jeta e re me partnerin izraelit pas ndarjes nga Frederik Ndoci Arkiverad 5 oktober 2012 hämtat från the Wayback Machine. (albanska)